# Lauren Cohan
Lauren Cohan, född Lauren Storholm 7 januari 1982 i Philadelphia i Pennsylvania i USA, är en amerikansk skådespelerska. Hon har medverkat i TV-serierna Supernatural, The Vampire Diaries, The Walking Dead och Chuck samt i filmerna Van the Man 2 - The Rise of Taj och Casanova. Hon spelar rollen som Maggie Greene i The Walking Dead 2011–2018 och från och med 2020 (2022 är förmodligen sista året för serien).

## Unga år
Cohan föddes 7 januari 1982 av en amerikansk pappa och en brittisk mamma. Källor visar att Cohan föddes i Philadelphia, Pennsylvania men skådespelerskan själv menar i en intervju att hon föddes i Cheery Hill, New Jersey.
När Cohan's mamma gifte om sig tog mamman den nya mannens efternamn, Cohan, och konverterade till judendomen. Cohan själv konverterade till sin judiske faders religion vid fem års ålder och hade då en Bar Mitzvah. Hon har fem yngre syskon och bland dem en halvsyster. Cohan examinerades från University of Winchester innan hon reste med ett företag som hon varit med och startat under sin stuidetid. Skådespelerskan tillbringade sedan hälften av sin tid i London och hälften av sin tid i Los Angeles, Kalifornien, då hon jobbade med film och icke-kommersiella projekt.

## Privatliv
Lauren Cohan har amerikanskt såväl som brittiskt medborgarskap.

## Filmografi

### Filmer
| År   | Filmtitel                          | Roll                | Övrig Anteckning |
| ---- | ---------------------------------- | ------------------- | ---------------- |
| 2005 | The Quiet Assassin                 | Alessia             | Kortfilm         |
| 2005 | Casanova                           | Sister Beatrice     |                  |
| 2006 | Van Wilder: The Rise of Taj        | Charlotte Higginson |                  |
| 2008 | Float                              | Emily Fulton        |                  |
| 2010 | Young Alexander the Great          | Leto                |                  |
| 2010 | Disturbed                          | Claire              |                  |
| 2010 | Death Race 2                       | September Jones     | Direkt till DVD  |
| 2010 | Practical                          | Lauren              | Kortfilm         |
| 2011 | Heavenly                           | Lily                | TV-film          |
| 2014 | Reach Me (Out of Sight)            | Kate                |                  |
| 2016 | The Boy                            | Greta               |                  |
| 2016 | Batman v Superman: Dawn of Justice | Martha Wayne        | Post- production |
| 2016 | All Eyez On Me                     | Leile Steinberg     | Filming          |

### TV-serier
| 2007           | Glamour                             | Forrester Creations Employee | 1 avsnitt                    |
| 2007–08        | Supernatural                        | Bela Talbot                  | 6 avsnitt                    |
| 2008           | Valentine                           | Joanna Clay                  | Avsnitt: "Pilot"             |
| 2009           | Life                                | Jackie Rolder                | Avsnitt: "Initiative 38"     |
| 2010           | Modern Family                       | Receptionist                 | Avsnitt: "Unplugged"         |
| 2010           | Kalla spår                          | Rachel Malone '86            | Avsnitt: "One Fall"          |
| 2010           | CSI: NY                             | Meredith Muir                | Avsnitt: "Flag on the Play"  |
| 2010–12        | The Vampire Diaries                 | Rose                         | 6 avsnitt                    |
| 2011           | Chuck                               | Vivian McArthur Volkoff      | 5 avsnitt                    |
| 2011- pågående | The Walking Dead                    | Maggie Greene                | 76 avsnitt                   |
| 2012           | Childrens Hospital                  | Lulu Pratt                   | Avsnitt: "British Hospital"  |
| 2013           | Law and Order: Special Victims Unit | Avery Jordan                 | Avsnitt: "Legitimate Rape"   |
| 2014           | Archer                              | Juliana Calderon (voice)     | 4 episavsnitt                |
| 2014           | Tim & Eric's Bedtime Stories        | Stephanie                    | Avsnitt: "The Bathroom Boys" |